# ATC (D08)
Jest to część klasyfikacji anatomiczno-terapeutyczno-chemicznej:
- D – Dermatologia
  - D 01 – Leki przeciwgrzybicze
  - D 02 – Leki keratolityczne i działające ochronnie
  - D 03 – Leki stosowane w leczeniu ran i owrzodzeń
  - D 04 – Leki przeciwświądowe, w tym przeciwhistaminowe, znieczulające itp.
  - D 05 – Leki przeciwłuszczycowe
  - D 06 – Antybiotyki i chemioterapeutyki
  - D 07 – Kortykosteroidy
  - D 08 – Środki antyseptyczne i dezynfekujące
  - D 09 – Opatrunki lecznicze
  - D 10 – Leki przeciwtrądzikowe
  - D 11 – Inne leki dermatologiczne

Obejmuje ona środki antyseptyczne i dezynfekujące:

## D 08 A – Środki antyseptyczne i dezynfekujące
- D 08 AA – Pochodne akrydyny
  - D 08 AA 01 – mleczan etakrydyny
  - D 08 AA 02 – aminoakrydyna
  - D 08 AA 03 – euflawina
- D 08 AB – Związki glinu
- D 08 AC – Biguanidy i amidyny
  - D 08 AC 01 – dibrompropanidyna
  - D 08 AC 02 – chlorheksydyna
  - D 08 AC 03 – propamidyna
  - D 08 AC 04 – heksamidyna
  - D 08 AC 05 – poliheksanid
  - D 08 AC 52 – chloroheksydyna w połączeniach
- D 08 AD – Kwas borowy i jego preparaty
- D 08 AE – Fenol i jego pochodne
  - D 08 AE 01 – heksachlorofen
  - D 08 AE 02 – polikrezulen
  - D 08 AE 03 – fenol
  - D 08 AE 04 – triklosan
  - D 08 AE 05 – chloroksylenol
  - D 08 AE 06 – bifenylol
- D 08 AF – Pochodne nitrofuranu
  - D 08 AF 01 – nitrofural
- D 08 AG – Preparaty zawierające jod
  - D 08 AG 01 – jod-Eter oktylofenoksypoliglikolowy
  - D 08 AG 02 – jodopowidon
  - D 08 AG 03 – jod
  - D 08 AG 04 – dijodohydroksypropan
- D 08 AH – Pochodne chinoliny
  - D 08 AH 01 – dechalinium
  - D 08 AH 02 – chlorchinaldol
  - D 08 AH 03 – oksychinolina
  - D 08 AH 30 – kliochinol
- D 08 AJ – Czwartorzędowe związki amoniowe
  - D 08 AJ 01 – chlorek benzalkonium
  - D 08 AJ 02 – cetrymonium
  - D 08 AJ 03 – Cetylpirydynium
  - D 08 AJ 04 – cetrymid
  - D 08 AJ 05 – chlorek benzoksonium
  - D 08 AJ 06 – chlorek didecylodimetyloamonium
  - D 08 AJ 08 – chlorek benzetonium
  - D 08 AJ 57 – oktenidyna w połączeniach
  - D 08 AJ 58 – chlorek benzetonium w połączeniach
  - D 08 AJ 59 – bromek dodeklonium w połączeniach
- D 08 AK – Związki rtęci
  - D 08 AK 01 – amidochlorek rtęci
  - D 08 AK 02 – boran fenylortęci
  - D 08 AK 03 – chlorek rtęciowy
  - D 08 AK 04 – merbromin
  - D 08 AK 05 – metaliczna rtęć
  - D 08 AK 06 – tiomersal
  - D 08 AK 30 – jodek rtęci
- D 08 AL – Związki srebra
  - D 08 AL 01 – azotan srebra
  - D 08 AL 30 – srebro
- D 08 AX – Inne
  - D 08 AX 01 – nadtlenek wodoru
  - D 08 AX 02 – eozyna
  - D 08 AX 03 – propanol
  - D 08 AX 04 – Tosylochloramid sodu
  - D 08 AX 05 – izopropanol
  - D 08 AX 06 – nadmanganian potasu
  - D 08 AX 07 – podchloryn sodu
  - D 08 AX 08 – etanol
  - D 08 AX 53 – propanol w połączeniach